# Manitoba Highway 100
Der Manitoba Highway 100 ist Teil einer Ringstraße um die Hauptstadt Manitobas Winnipeg. Die Ringstraße ist unter dem Namen Perimeter Highway bekannt, dieser Streckenabschnitt stammt aus den 1950er und 1960er Jahren.
Der südliche Teil des Perimeter Highways wird vom Nordteil jeweils an der Kreuzung mit Highway 1 getrennt. Die Südroute um Winnipeg ist ca. 8 km kürzer als die entsprechende Nordumgehung, der Manitoba Highway 101. Sie soll in den kommenden Jahren modernisiert werden, die Straße soll kreuzungsfrei vierspurig ausgebaut werden mit einer Option zum sechsspurigen Ausbau.